# Erie Motor Carriage and Manufacturing Company
Erie Motor Carriage and Manufacturing Company, hervorgegangen aus Erie Cycle & Manufacturing Company und Erie Cycle & Motor Carriage Company, war ein US-amerikanischer Hersteller von Fahrzeugen.

## Unternehmensgeschichte
Die Erie Cycle & Manufacturing Company wurde 1896 in Anderson in Indiana gegründet. Sie stellte Fahrräder her. 1898 wurde daraus die Erie Cycle & Motor Carriage Company. J. B. Lott war Präsident. Er nahm zusätzlich die Produktion von Automobilen auf. Der Markenname lautete Erie, gelegentlich auch Werts. Außerdem war der Name Herald zumindest geplant. 1902 erfolgte die Umfirmierung in Erie Motor Carriage and Manufacturing Company.  Ende 1902 übernahm die Halladay Motors Corporation das Unternehmen.
Es gab keine Verbindung zur Erie Motor Car Company, die ein paar Jahre später den gleichen Markennamen benutzte.

## Fahrzeuge
Im Angebot standen Kleinwagen. Ein Einzylindermotor aus eigener Fertigung trieb sie an. Die Neupreise lagen zwischen 350 und 600 US-Dollar.
1902 gab es Versuche mit einem Dampfwagen.